# Julian Horodecki
Julian Horodecki (ur. 17 sierpnia 1907 w Garwolinie, zm. 27 września 1969 w Warszawie) – polski samorządowiec i polityk ruchu ludowego, poseł na Sejm PRL I, II, III, IV i V kadencji, w latach 1957–1969 sekretarz Rady Państwa.

## Życiorys
Pochodził z rodziny chłopskiej, zdobył wykształcenie w Wolnej Wszechnicy Polskiej (studium administracji komunalnej, 1932). Od 1935 był członkiem Stronnictwa Ludowego, od 1949 Zjednoczonego Stronnictwa Ludowego. Należał do władz stronnictw – w 1949 członek Rady Naczelnej SL, w latach 1949–1956 członek Rady Naczelnej ZSL, od 1954 członek Naczelnego Komitetu Wykonawczego ZSL, a w latach 1957–1962 członek prezydium Naczelnego Komitetu ZSL.
Przed 1939 pracował w samorządzie terytorialnym na terenie powiatu krzemienieckiego; w latach 1939–1943 na Wołyniu, od 1943 w województwie kieleckim. Po wyzwoleniu pracował w samorządzie gminy w Końskich, był starostą w Łasku, w latach 1949–1950 wojewodą białostockim, w latach 1950–1952 przewodniczącym prezydium Wojewódzkiej Rady Narodowej w Białymstoku, a w latach 1952–1957 przewodniczącym prezydium Wojewódzkiej Rady Narodowej w Łodzi.
W latach 1957–1969 (do czerwca 1969) był sekretarzem Rady Państwa, od czerwca 1969 przewodniczył sejmowej Komisji Spraw Zagranicznych, mandat poselski pełnił na Sejm PRL I, II, III, IV i V kadencji.
Został pochowany na Cmentarzu Komunalnym na Powązkach (kwatera A2-tuje-11).

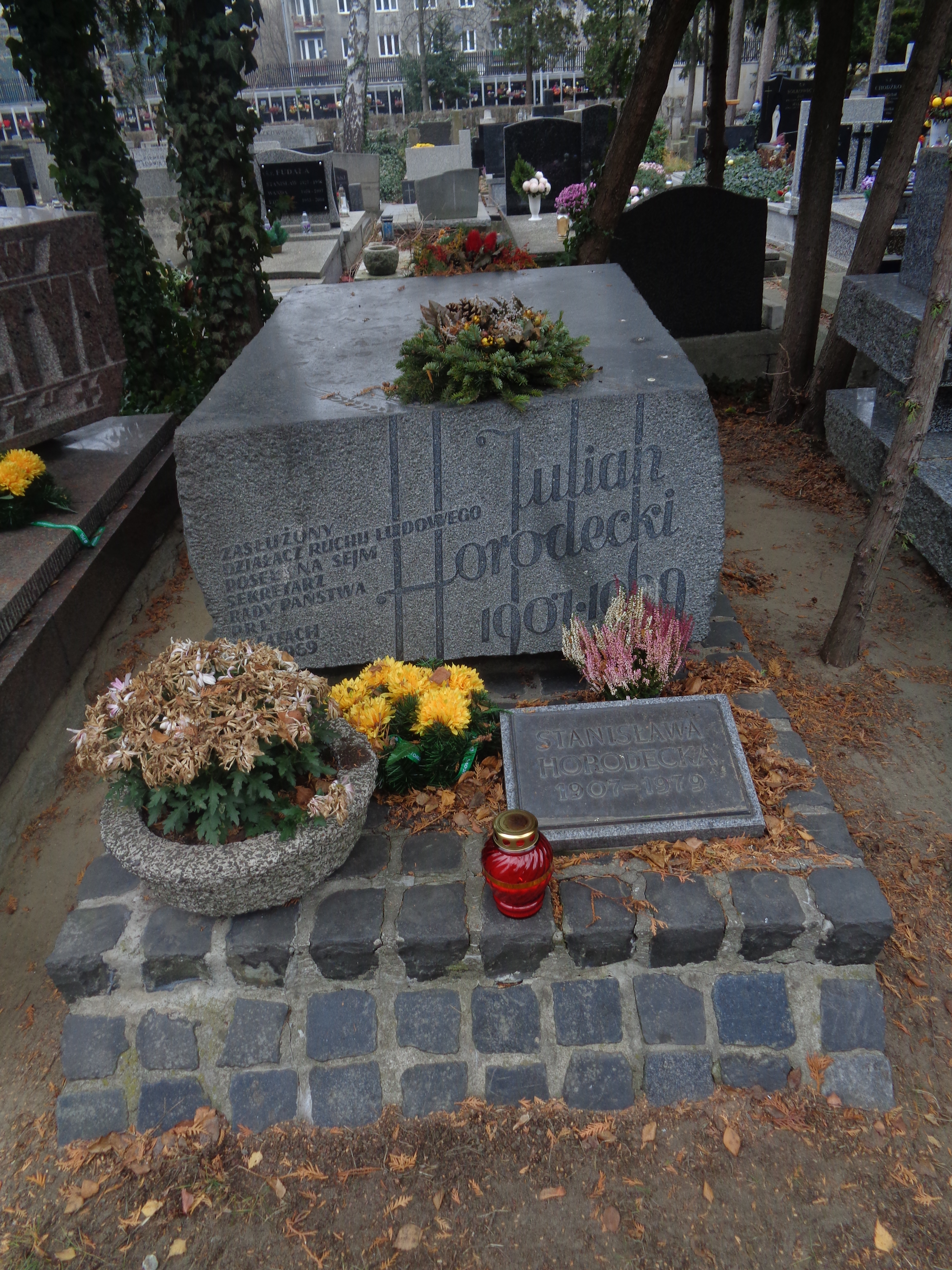
Grób Juliana Horodeckiego na Cmentarzu Wojskowym na Powązkach

## Odznaczenia
- Order Sztandaru Pracy I klasy
- Krzyż Komandorski z Gwiazdą Orderu Odrodzenia Polski (1964)[2]
- Krzyż Komandorski Orderu Odrodzenia Polski
- Medal 10-lecia Polski Ludowej
- Odznaka 1000-lecia Państwa Polskiego (1966)[3]
- Złota Odznaka honorowa „Za Zasługi dla Warszawy” (1965)[4]
- Odznaka honorowa Związku Zawodowego Budowlanych (1963)[5]
- Order Narodowy Zasługi (Francja, 1967)[6]